# زبولون
زِبولون (عبری: זְבֻלוּן یا זְבוּלֻן یا זְבוּלוּן به معنی احترام) دهمین پسر یعقوب و ششمین و آخرین پسر لیه بود. او هنگام مهاجرت به مصر، سه پسر به نام‌های سیرد، ایلون و جهلیل داشت که بعداً رؤسای سبط زبولون شدند.